# Aloys Wenzl
Aloys Wenzl (Monaco di Baviera, 25 gennaio 1887 – Monaco di Baviera, 20 luglio 1967) è stato un filosofo, scrittore, docente e rettore tedesco dell'Università Ludwig Maximilian di Monaco.
Fu membro dell'Accademia bavarese delle scienze.

## Vita

### Gli inizi
Studia presso l'Università di Monaco matematica e fisica, dove, nel 1912 consegue il dottorato con una tesi su "La deformazione infinitesima della sviluppabile e governo delle superfici". Dopo aver brevemente lavorato durante il periodo della prima guerra mondiale, segue corsi di filosofia e psicologia, sempre a Monaco di Baviera. Dal 1920 insegna come professore presso il LuitpoldGymnasium. Nel 1925 è assistente presso l'Istituto di Psicologia, conseguendo nel 1926 l'abilitazione all'insegnamento della filosofia, sotto l'egida del professor Erich Becher. Ha poi insegnato, come docente presso l'Istituto di Filosofia e Psicologia Ludwig-Maximilians-Universität di Monaco di Baviera.

### L'espulsione dall'università e la dittatura nazista
Dal 1935 è membro del Rotary Club di Monaco di Baviera. Nel 1938, per ragioni politiche e ideologiche venne espulso dall'università dal partito nazional socialista, allora al potere. Nel marzo 1946, gli venne restituita la licenza di insegnamento e nominato successore di Erich Becher, suo mentore, e professore di filosofia presso l'Università di Monaco di Baviera, rettore tra il 1947 ed il 1948. Si ritira nel febbraio del 1955, occupando comunque nell'università e fino al 1957 una serie di ruoli. Tra il 1960 ed il 1966 diventa presidente della versione tedesca del Rotary Club di Monaco di Baviera. 

### La commemorazione
Cinque anni dopo la sua morte avvenuta nel 1967 viene pubblicato un volume commemorativo dal titolo "In onore di Aloys Wenzls : Diciotto filosofi osservano il nostro mondo", pubblicato con i contributi, tra gli altri, di Helmut Kuhn, Leo Gabriel, Pascual Jordan, Anton Neuhäusler, Reinhard Lauth, Alois Dempf, Fritz Rieger, Hans Reiner, Philipp Lersch e Friedrich Mordstein.

## Opere
- Philosophische Grenzfragen der Naturwissenschaften [1], 1956.
- Unsterblichkeit [2], A. Francke, Bern 1951.
- Metaphysik der Physik von heute [3], 1935
- Das Leib-Seele-Problem [4], 1933.
- Das Verhältnis der Einsteinschen Relativitätslehre zur Philosophie der Gegenwart: mit besonderer Rücksicht auf die Philosophie des Als-ob [5], 1924.